# Szczelina przed Gajówką
Szczelina przed Gajówką lub Szczelina w Skałach przed Gajówką – szczelina w głazach znajdujących się u północnych podnóży wzgórza Sowiniec w Lesie Wolskim w Krakowie. Pod względem geograficznym znajduje się w mezoregionie Pomost Krakowski, będącym częścią makroregionu Bramy Krakowskiej.

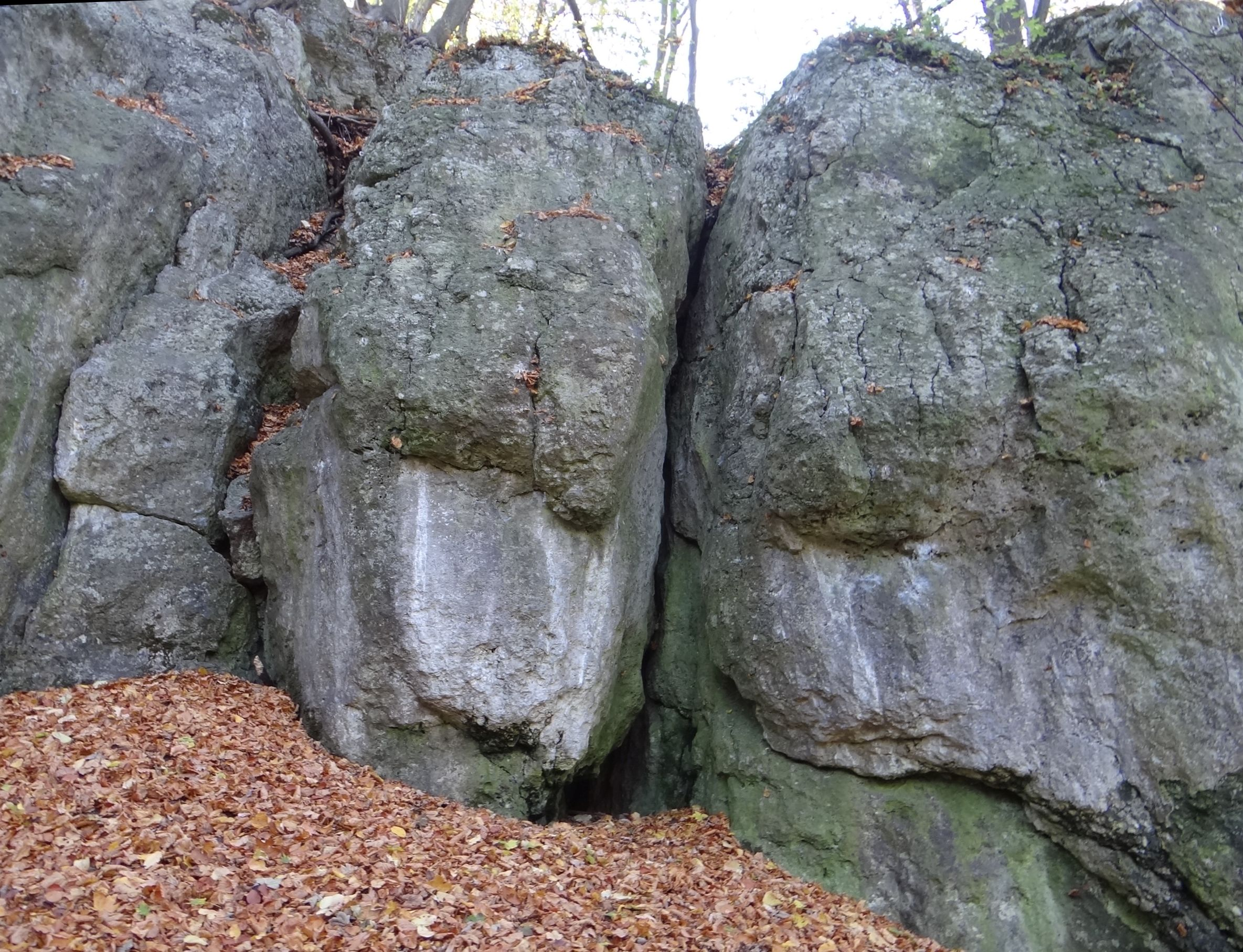
Kawalerskie Skały i Szczelina przed Gajówką

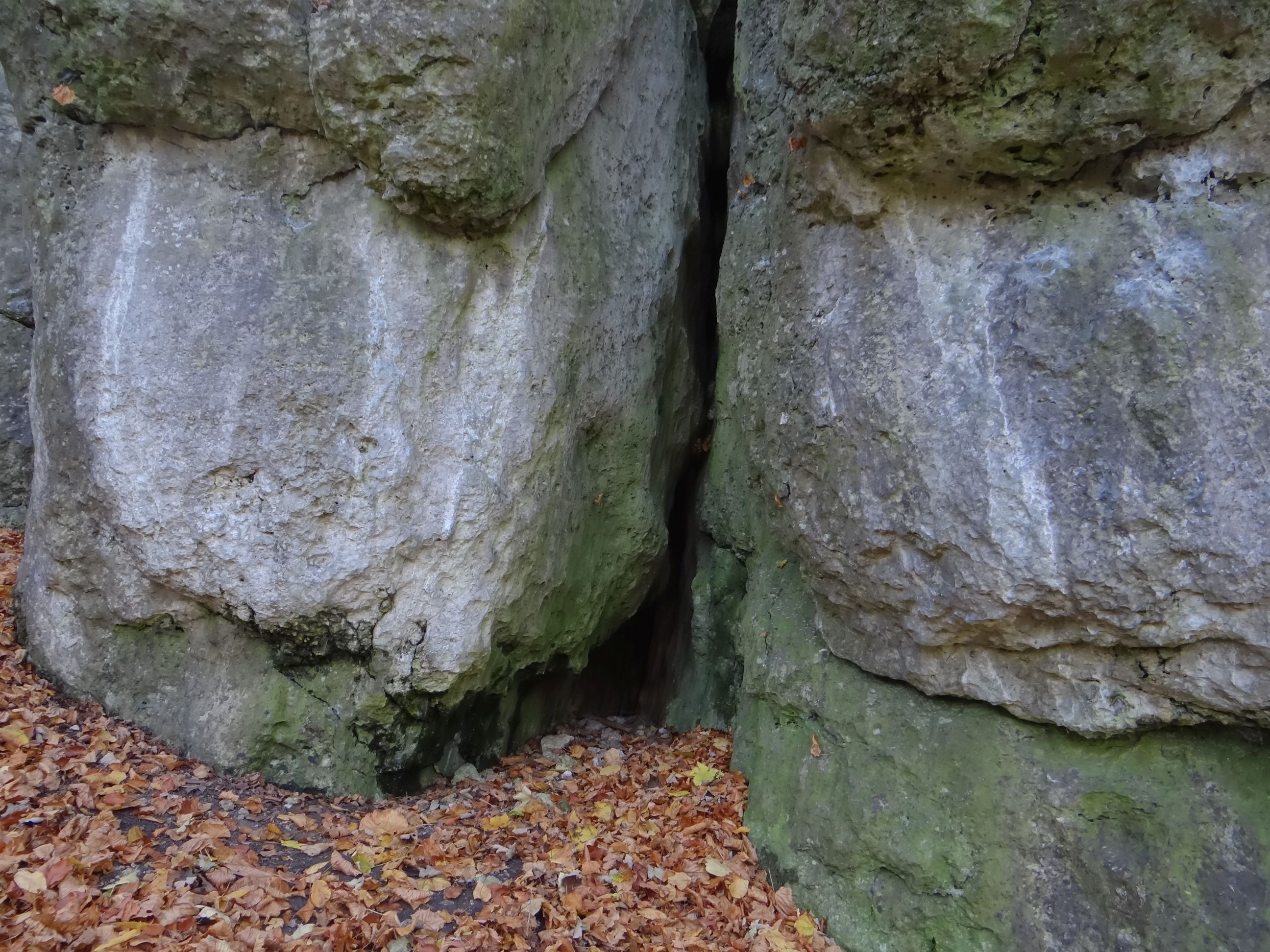

## Opis obiektu
Obiekt znajduje się w Woli Justowskiej (obecnie jest to należąca do Krakowa Dzielnica VII Zwierzyniec), w lesie powyżej ulicy Kopalina. Górny koniec ulicy biegnie przy samym obrzeżu Lasu Wolskiego. W odległości około 20 m od ulicy w lesie ciągnie się skalny mur. W największych jego skałach, zwanych Kawalerskimi Skałami na pionowym pęknięciu znajduje się otwór Szczeliny przed Gajówką. Jest to wysoka i wąska szczelina z rozszerzonym podstawy otworem o ekspozycji południowo-wschodniej.
Skały, w których powstała jaskinia, to gruboławicowe wapienie z jury późnej. Szczelina jest sucha. Na ścianach są niewielkie grzybki naciekowe. Namulisko składa się z liści i próchnicy zmieszanej z drobnym rumoszem skalnym. Cała szczelina jest oświetlona. Na głazach przy otworze wejściowym rosną porosty i mchy krzewik źródliskowy Thamnobryum alopecurum i cisolist pochylony Taxiphyllum wissgrillii.
Szczelina znana była od dawna. Po raz pierwszy zaznaczył ją T. Fischer na szkicu Panieńskich Skał w 1938 roku. Jej dokumentację opracowali J. Baryła i M. Szelerewicz, w listopadzie 1999 r. Plan sporządził M Pruc podając nazwę Szczelina między głazami w Skałach pod Gajówką. 
W kierunku na zachód od Szczeliny przed Gajówką, poniżej niewielkiego budynku gajówki znajduje się druga szczelina – Szczelina pod Gajówką.